# Chlumetia corticea
Chlumetia corticea är en fjärilsart som beskrevs av Pieter Cornelius Tobias Snellen 1880. Chlumetia corticea ingår i släktet Chlumetia och familjen nattflyn. Inga underarter finns listade i Catalogue of Life.